# براد فريمان تريل
براد فريمان تريل منطقة تقع إدارياً ضمن كاليفورنيا في الولايات المتحدة.